# Praleski (przystanek kolejowy)
Praleski (biał. Пралескі, ros. Пралески) – przystanek kolejowy w miejscowości Praleski, w rejonie mołodeczańskim, w obwodzie mińskim, na Białorusi.